# Ormosia bicornis
Ormosia bicornis là một loài ruồi trong họ Limoniidae. Chúng phân bố ở miền Cổ bắc.